# Snowbird (cómic)
Snowbird (Narya) — Ave Nevada en España— es una superheroína canadiense que aparece en los cómics estadounidenses publicados por Marvel Comics. Creada por John Byrne, hizo su primera aparición en Uncanny X-Men #120 (1979).

## Historial de publicaciones
Snowbird apareció por primera vez en Uncanny X-Men # 120 (1979) y fue creado por John Byrne. Byrne más tarde reveló que, a diferencia de la mayoría de la alineación de Alpha Flight, ella era un "personaje de fan" que él creó años antes de comenzar su trabajo profesional en cómics.

## Biografía ficticia
Varios miles de años antes del nacimiento de Snowbird, el inmensamente poderoso y malévolo espíritu ártico Tundra selló a los dioses del Norte, incluida la diosa Inuit Nelvanna, dentro de una barrera mística en otra dimensión, dejándolos incapaces de defender el reino mortal de la Tierra. A través de persuasión inteligente y engaños, Nelvanna negoció con Tundra para despojarla de sus poderes divinos para que pudiera atravesar la barrera para encontrar y aparearse con un humano macho de la Tierra. Nelvanna apareció ante un hombre llamado Richard Easton, insistiendo en aparearse con él para producir un niño que creciera para luchar contra las malvadas y místicas "Grandes Bestias" de Canadá. Easton accedió a regañadientes, y los dos concibieron a Snowbird en algún momento de la década de 1900 cerca de Bahía Resolute, Territorios del Noroeste, Canadá. Años más tarde, después de haberse vuelto loco por sus experiencias en el reino de los espíritus, Easton realizó un hechizo para convocar y controlar a Tundra y se quemó horriblemente al completar la invocación. Él solo controló a Tundra por un breve período, y la manifestación de Tundra fue destruida por Marrina.
Michael Twoyoungmen, también conocido como Chamán, fue elegido para servir como partera de Nelvanna cuando dio a luz. El Chamán nombró a la niña Narya, usó un hechizo para unirla al reino terrenal y acordó criarla en su cabaña en el desierto canadiense. Narya creció a un ritmo rápido y se descubrió que poseía habilidades sobrenaturales. En particular, que podía transformarse en cualquier animal nativo de Canadá, obteniendo los atributos de esa criatura mientras estaba en su apariencia. Además, posee la capacidad de volar, sentir el poder místico y mágico, precognición y poscognición limitadas y un grado limitado de superfuerza. Sin embargo, no puede salir de las fronteras de Canadá sin enfermarse instantáneamente, debido a los efectos literales del hechizo vinculante que le puso Chamán; Es posible que estar fuera de las fronteras de Canadá durante demasiado tiempo pueda resultar fatal. Como resultado de esa limitación territorial, casi muere durante la pelea entre Alpha Flight y Omega Flight en la ciudad de Nueva York, y no pudo perseguir a Hulk cuando se dirigió al sur hacia los Estados Unidos después de su pelea con Alpha Flight en Vancouver.
Aunque no se sabe mucho sobre la infancia de Snowbird, se cree que participó activamente en la batalla contra entidades árticas tan malévolas como la especie de Tundra. Chamán comentó que aunque Snowbird tenía el cuerpo de un adulto, habían pasado menos de seis años desde su nacimiento en ese momento. Cuando los amigos de Twoyoungmen, James MacDonald Hudson y Heather Hudson, se enteraron de los poderes y el origen de Narya, les pidieron a los dos que se unieran al súper equipo canadiense Flight, más tarde conocido como Alpha Flight. Narya adoptó el nombre en clave "Snowbird" en el campo de batalla y la identidad ordinaria de "Anne McKenzie" en público. Como parte de su identidad humana, se entrenó para unirse a la Policía Montada del Canadá que finalmente trabajó como Oficial de Registros en Yellowknife, Territorios del Noroeste. Snowbird abandonó la identidad secreta de Anne McKenzie cuando su nuevo superior, el inspector jefe Hamilton, la confinó por sus repetidas "ausencias injustificadas", que ocurrieron como resultado de sus actividades de superhéroe, y posteriormente se vio obligada a escapar para luchar contra Kolomaq.
Durante su tiempo con las fuerzas de guardabosques canadienses, Snowbird se enamoró de su compañero de trabajo Douglas Thompson. Después de confiarle su secreto, ella se casó con él, y dio a luz a un hijo. Por eso, fue expulsada por los otros dioses inuit y despojada de su esencia divina. Más tarde, fue poseída por el villano Pestilencia, quien trató de agotar las vidas de sus compañeros de equipo después de que mató a la familia de Snowbird. En una mina en Burial Butte, una ciudad en el Klondike canadiense, Vindicator mató a Snowbird con una explosión de plasma para evitar que Pestilencia se apoderara del cuerpo de Snowbird. El espíritu de Snowbird pasó al reino de los dioses inuit, pero ella se negó a entrar en el paraíso hasta que los dioses también admitieran a su esposo e hijo, lo que finalmente hicieron. El espíritu de Pestillencia aún poseía el cuerpo de Snowbird y luchó contra Alpha Flight, pero fue desterrado por Heather al vacío de la bolsa de medicinas de Chamán. La mente de su compañero de equipo Walter Langkowski (Sasquatch) que en ese momento estaba atrapado en el cuerpo de Smart Alec, fue transferido al cuerpo de Snowbird, y el cuerpo finalmente fue alterado para parecerse al propio cuerpo de Walter.
Años más tarde, Snowbird regresaría de entre los muertos, resucitando corporalmente de su tumba. Ella es nuevamente un miembro activo de Alpha Flight y ya no está físicamente limitada a las fronteras de Canadá.
Mucho más tarde, una Snowbird alternativa desplazada en el tiempo desde relativamente temprano en su carrera Alpha Flight fue llevado al presente con sus compañeros de equipo. Si bien la mayoría de este grupo continuaba actuando como Alpha Flight en la actualidad, la copia temporal de Snowbird se había casado con Yukon Jack y se había convertido en la reina de su tribu.
Durante la historia de Secret Invasion, Snowbird es enviada por su tío Hodiak para ser parte de un equipo de dioses apodado el "Escuadrón Dios", reunido por Hércules para luchar contra los dioses Skrull; porque si los Skrulls ganan, los dioses de la humanidad serán devorados o esclavizados. Cuando se le acerca el nuevo Guardián Michael Pointer, ella le informa que, debido a la desaparición de Alpha Flight, el fin de su matrimonio y la pérdida de las Grandes Bestias, no se unirá al nuevo equipo de Omega Flight. Cuando es capturado por Nightmare, se revela que su mayor temor es la culpa del sobreviviente por no estar presente en la batalla entre Pointer y Alpha Flight. Durante una batalla con un grupo de dioses que habían sido absorbidos por el panteón Skrull, Snowbird se convierte en Neooqtoq la Devastadora, la más letal de las Grandes Bestias del norte. Al hacerlo, pierde su mente racional, intentando matar cualquier cosa en su camino. Ella atrae a todos los dioses caídos y aparentemente se derrumba sobre sí misma. Sin embargo, en el último momento se transformó en un enjambre de mosquitos, eligiendo honrar a sus compañeros de equipo caídos luchando y se reincorpora a la batalla contra los dioses Skrull y rescata a Cho, quien ha sido noqueado del palacio. Ella regresa en un momento crucial y empala al dios Skrull Kly'bn en la columna vertebral del devorador de dioses, Demogorge, hijo mayor de Gea, cuando el dios Skrull es derribado por Hércules. Más tarde lleva a Hércules y Amadeus llorando de regreso a la Tierra en forma de un gran pájaro blanco. Algún tiempo después, asiste al funeral de Hércules.
Durante la historia de la Guerra del Caos, Snowbird y Alpha Flight luchan contra las tropas de Amatsu-Mikaboshi. Ella solo escapa del reino de los dioses inuit antes de que maten a su madre. Cuando descubre que Sasquatch ha traído a las Grandes Bestias a la Tierra para que puedan matar a Amatsu-Mikaboshi, se pone furiosa y termina congelándolos, luego de lo cual Mikaboshi los empala.

## Poderes y habilidades
Snowbird posee varios poderes como miembro de la raza de superhumanos conocidos como los dioses de los nativos americanos del Ártico de Canadá. Snowbird es una metamorfa que puede convertirse en una versión blanca pálida de cualquier criatura nativa del Ártico canadiense. También puede transformarse en un ser humano femenino; su verdadero rostro no es humano. En esta forma, ella tiene cabello rubio y ojos azules, pero generalmente se los representa como negros sólidos con pupilas blancas. Cuando se transforma, gana toda la fuerza y las habilidades especiales de aquello en lo que se transforma. Por ejemplo, si se convierte en búho, podría volar. Puede extraer masa adicional de una fuente no identificada y presumiblemente mística cuando toma la forma de un animal cuya masa y volumen son mayores que su forma básica; ella arroja esta masa al regresar a su forma humana. Cuando toma la forma de un animal cuya masa y volumen son menores que los de un ser humano, se convierte en una versión de tamaño humano de ese animal. Algunas cosas en las que se ha transformado son un enjambre de mosquitos, un cachalote, Tanaraq (la verdadera forma de Sasquatch), el monstruo Wendigo, etc. Incluso se transformó en un glotón y venció a Wendigo haciéndolo pedazos.
Sin embargo, la personalidad de Snowbird se superpone con los rasgos de personaje y los patrones instintivos de cualquier forma de animal que esté usando en ese momento. Además, cuanto mayor es la cantidad de tiempo que pasa como cierto animal, más fuerte es la impresión de la psique de ese animal en su personalidad. Si permanece en una forma durante un período prolongado de tiempo, corre el riesgo de que su personalidad se fije como la del animal y, por lo tanto, de nunca volver a transformarse. Además, transformarse de un animal a otro sin cambiar primero a su forma básica le causa una gran tensión. Sin embargo, ambas limitaciones se han reducido o eliminado después de su resurrección: desde entonces se ha demostrado que habla en forma animal, y se transformó de un puma a Wendigo sin ningún tipo de tensión.
En su forma básica, Snowbird tiene una fuerza, resistencia, durabilidad, agilidad y reflejos sobrehumanos. Cuando se transforma en un animal, toma la fuerza y las habilidades de lo que sea en lo que se transforma. Ella también tiene la capacidad de volar, pero la velocidad de su forma base nunca se estableció, y a menudo asume la forma de un búho de las nieves cuando quiere volar. También ganaría la velocidad de cualquier criatura en la que se transformara. Tiene la capacidad mental de obligar a otros a ayudarla en su lucha contra las Grandes Bestias, y una vez controlada mentalmente a Northstar para ayudar a Alpha Flight contra ellos.
Después de una batalla con la Gran Bestia Kolomaq, Snowbird resultó gravemente herida cuando de repente un "resplandor curativo" se apoderó de ella y todas sus heridas se curaron instantáneamente. Esto ocurre en su forma básica, pero si puede curarse instantáneamente en sus otras formas no se conoce. Muchos años después de su muerte, Alpha Flight encontró a Snowbird en un cilindro en la sede de A.I.M.. La rescataron y determinaron que tiene una forma avanzada de rejuvenecimiento celular. Una vez que fue enterrada y comenzó a descomponerse, este proceso de regeneración se inició y se llevó a cabo durante un período de tiempo considerable. Esto contradice el hecho de que actualmente Sasquatch posee el cuerpo de Snowbird, después de que el suyo fue destruido, y que el cuerpo se volvió masculino. Este error de continuidad nunca se ha abordado.
Snowbird creció hasta la edad adulta con una rapidez inusual y pasó por un embarazo completo en dos semanas. Tiene todo el conocimiento y la sabiduría de los dioses del Ártico, pero debido a su corta edad no sabe cómo utilizarlo en su totalidad, ya que técnicamente solo tiene unos pocos años. También tiene la capacidad de "postcognición", para visualizar eventos que ocurrieron hasta seis horas en el pasado en su vecindad actual inmediata. Puede reproducir eventos en el área, pero solo ella es capaz de verlos. Se desconoce si puede hacer esto en formas distintas a su forma base.
Siendo ella misma una criatura mística, puede captar y sentir varias actividades místicas de varios lugares. Tiene sentidos místicos que le permiten detectar la presencia de energías mágicas o la ruptura de un campo mágico. También puede resistir la teletransportación. Talismán de Alpha Flight intentó y no pudo teletransportarla de regreso a su cuartel general.
El proceso vinculante de Chamán inicialmente le impidió salir de Canadá; al hacerlo, se debilitaría, aunque una vez fue a los Estados Unidos con los X-Men y no se vio afectada. Esta restricción fue levantada temporalmente por Hodiak cuando Snowbird se unió al Escuadrón Dios durante Sacred Invasion.

## Otras versiones

### Marvel Zombies
En Marvel Zombies: Dead Days, Snowbird es vista como un zombi atacando a Cíclope, pero luego fue apuñalada con un palo en el cerebro por Magneto.

### Ultimate Marvel
En Ultimate X-Men # 94 (julio de 2008), una mujer de las Primeras Naciones canadienses con un traje blanco llamada Snowbird atacó a los X-Men con la ayuda de la versión Ultimate de Alpha Flight. Ella mostró la capacidad de volar y de crear y controlar patrones climáticos similares a los de una ventisca. Sus habilidades le permitieron atacar por sorpresa a Ultimate Storm y rápidamente derribar al joven mutante del cielo con una ventisca localizada.

## En otros medios

### Televisión
Snowbird apareció en la serie animada de X-Men, con la voz de Melissa Sue Anderson. En el episodio "Repo Man", mostró sus habilidades de cambio de forma cuando asumió la forma de un búho de las nieves y un lobo blanco cuando intentaba capturar a Wolverine. Snowbird también hizo una breve aparición en el episodio "The Phoenix Saga: Child of Light", donde ella y el resto de sus compañeros de equipo aparecen como parte de un montaje que muestra a héroes que rescatan a civiles de desastres naturales en todo el mundo.